# Nova Roma
El terme «Nova Roma» s'ha utilitzat en els següents contextos:
- Nova Roma és el nom llatí que tradicionalment s'ha dit que li va donar l'emperador Constantí I el Gran a la nova capital imperial fundada l'any 330 a la ciutat de la costa europea de l'estret del Bòsfor, coneguda com a Bizanci fins llavors, i com a Constantinoble des d'aquell temps i fins al seu canvi de nom oficial Istanbul el 1928.[1][2]
- La idea que Moscou és la «Tercera Roma», es va fer popular des de l'època dels primers tsars russos. Dècades després de la caiguda de Constantinoble davant Mehmet II de l'Imperi Otomà el 29 de maig de 1453, alguns anomenaren Moscou com la «Tercera Roma», o nova «Nova Roma».
- París, en diferents etapes de la seva història, ha estat designada com a «Nova Roma», ja en el regnat de Felip IV (1268-1314), però amb una tradició de partida més significativa sota el govern de Lluís XIV, qui va dominar la major part d'Europa occidental.
- Terza Roma (Tercera Roma, després de la Primera Roma dels Cèsars i de la Segona Roma dels Papes) és també el nom per al pla d'expansió de Roma ideat per Benito Mussolini[3] cap a Òstia i el mar. El barri d'Esposizione Universale Roma va ser el primer pas en aquesta direcció.
- El nou planeta Roma és el centre polític i legal dels mons habitats per humans de les sis novel·les de ciència-ficció Hooded Swan de Brian Stableford. La seva situació exacta no està clarament definida.
- A la sèrie de Rick Riordan Els Herois de l'Olimp, els descendents humans dels déus romans han creat una ciutat que es diu «Nova Roma» a Califòrnia.